# O Senhor das Moscas
Lord of the Flies (Brasil: O Senhor das Moscas / Portugal: O Deus das Moscas) é um romance de William Golding, vencedor do Prêmio Nobel em 1983. O livro enfoca um grupo de meninos britânicos presos em uma ilha desabitada e sua tentativa desastrosa de se autogovernar.
O romance foi geralmente bem recebido. Foi nomeado um dos "100 melhores romances da Modern Library", alcançando o número 41 na lista do editor e 25 na lista do leitor. Em 2003, foi listado no número 70 na pesquisa The Big Read, da BBC, e em 2005 a revista Time o nomeou como um dos 100 melhores romances em inglês do período 1923-2005.

## Enredo
No meio de uma evacuação em tempo de guerra, um avião britânico bate em uma ilha isolada ou próxima a ela em uma região remota do Oceano Pacífico. Os únicos sobreviventes são meninos na pré-adolescência. Dois meninos — o loiro Ralph e um garoto com excesso de peso e óculos, apelidado de "Piggy" — encontram uma concha, que Ralph usa como apito para reunir todos os sobreviventes em uma área. 
Ralph parece responsável por reunir todos os sobreviventes, então imediatamente comanda alguma autoridade sobre os outros garotos e é rapidamente eleito seu "chefe". Ele não recebe os votos dos membros de um grupo de meninos, liderado pelo ruivo Jack Merridew, mas permite que eles formem uma turma separada de caçadores. Ralph estabelece três políticas principais: divertir-se, sobreviver e manter constantemente um sinal de fumaça que poderia alertar os navios que passavam sobre sua presença na ilha e assim resgatá-los. 
Os meninos estabelecem uma forma de democracia, declarando que quem quer que tiver de segurar a concha também poderá falar nas reuniões formais e receber o silêncio atento do grupo. Jack organiza uma equipe de caça responsável por descobrir uma fonte de alimento. Ralph, Jack e um garoto quieto e sonhador chamado Simon logo formam um triunvirato de líderes, com Ralph como a autoridade suprema. Após a inspeção da ilha, os três determinam que ela possui frutas e porcos selvagens como alimento.
A aparência de ordem deteriora-se rapidamente à medida que a maioria dos meninos fica ociosa: eles ajudam pouco na construção de abrigos, passam o tempo se divertindo e começam a desenvolver paranoias sobre a ilha, sendo a principal delas a que se refere a um suposto monstro que eles chamam de "besta", que todos lentamente começam a acreditar que existe na ilha. Ralph insiste que não existe tal fera, mas Jack, que iniciou uma luta pelo poder com Ralph, ganha um nível de controle sobre o grupo ao prometer ousadamente matar a criatura. 
A certa altura Jack convoca todos os seus caçadores para caçar um porco selvagem, afastando os designados de manter o sinal de fogo. Um navio passa perto da ilha mas sem o sinal de fumaça dos meninos para alertar sua tripulação ele continua sua viagem. Ralph, com raiva, confronta Jack sobre sua falha em manter o sinal aceso.
Uma noite uma batalha aérea ocorre perto da ilha enquanto os meninos dormem, durante os quais um piloto de caça se ejeta de seu avião e morre na descida. Seu corpo desce para a ilha em seu paraquedas e ambos se enroscam em uma árvore perto do topo da montanha. Mais tarde, enquanto Jack continua planejando contra Ralph, os gêmeos Sam e Eric, agora encarregados da manutenção do sinal de fogo, veem o cadáver do piloto de caça e seu paraquedas no escuro. Confundindo o cadáver com a besta, eles correm para o aglomerado de abrigos que Ralph e Simon ergueram, para avisar os outros. Esse encontro inesperado novamente levanta tensões entre Jack e Ralph. Pouco tempo depois, Jack decide liderar uma festa para o outro lado da ilha, onde uma montanha de pedras, mais tarde chamada Castle Rock, forma um lugar onde ele afirma que o animal reside. Apenas Ralph e um garoto silencioso e suspeito, Roger, o mais próximo defensor de Jack, concordam em ir. 
Ralph se vira um pouco antes dos outros dois garotos, mas eventualmente os três veem o corpo do piloto, cuja cabeça se eleva pelo vento. Eles então fogem, agora acreditando que o monstro é real. Quando eles chegam aos abrigos Jack convoca uma assembleia e tenta virar os outros contra Ralph, pedindo que removam Ralph de sua posição de poder. Não recebendo apoio, Jack sai sozinho para formar sua própria tribo. Roger imediatamente foge para se juntar a Jack, e lentamente um número crescente de meninos mais velhos abandonam Ralph para se juntar à tribo de Jack. A tribo de Jack continua a atrair recrutas do grupo principal, prometendo festas de porco cozido. Os membros começam a pintar o rosto e encenar rituais bizarros, incluindo sacrifícios à besta. Uma noite Ralph e Piggy decidem ir a uma das festas de Jack.
Simon, que desmaia com frequência e provavelmente é epilético, tem um esconderijo secreto onde fica sozinho. Um dia, enquanto ele está lá, Jack e seus seguidores erguem uma oferenda para a besta: uma cabeça de porco, montada em uma vara afiada e rodeada de moscas. Simon conduz um diálogo imaginário com a cabeça, que ele chama de "Senhor das Moscas". A cabeça zomba da noção de Simon de que ela é uma entidade real, "algo que você poderia caçar e matar", e revela a verdade: eles, os meninos, são a besta, está dentro de todos eles. O Senhor das Moscas também adverte Simon que ele está em perigo, porque representa a alma do homem e prevê que os outros o matarão. Simon sobe a montanha sozinho e descobre que a "besta" é o paraquedista morto. Ele corre para contar aos outros garotos, que estão envolvidos em uma dança ritual. Os meninos frenéticos confundem Simon com a besta, o atacam e o espancam até a morte. Tanto Ralph quanto Piggy participam da confusão e ficam profundamente perturbados por suas ações depois de voltarem de Castle Rock.
Jack e sua tribo rebelde decidem que o verdadeiro símbolo do poder na ilha não é a concha, mas os óculos de Piggy — o único meio que os meninos têm para criar fogo. Eles invadem o acampamento de Ralph, confiscam os óculos e retornam à Castle Rock. Ralph, agora abandonado pela maioria de seus apoiadores, viaja para Castle Rock para enfrentar Jack e proteger os óculos. Tomando a concha e acompanhado apenas por Piggy, Sam e Eric, Ralph encontra a tribo e exige que eles devolvam o objeto valioso. Confirmando sua total rejeição à autoridade de Ralph, a tribo captura e prende os gêmeos sob o comando de Jack. Ralph e Jack se envolvem em uma luta. Qualquer senso de ordem ou segurança é permanentemente corroído quando Roger, agora sádico, deliberadamente joga uma pedra que mata Piggy e quebra a concha. Ralph consegue escapar, mas Sam e Eric são torturados por Roger até que concordem em se juntar à tribo de Jack.
Ralph secretamente confronta Sam e Eric, que avisam que Jack e Roger o odeiam e que Roger afiou um graveto nos dois extremos, o que implica que a tribo pretende caçá-lo como um porco e decapitá-lo. Na manhã seguinte Jack ordena que sua tribo comece uma caçada por Ralph. Os selvagens de Jack ateiam fogo na floresta, enquanto Ralph avalia desesperadamente suas opções de sobrevivência. Após uma longa perseguição, a maior parte da ilha é consumida pelas chamas. Com os caçadores logo atrás dele, Ralph tropeça e cai. Ele olha para um adulto uniformizado — um oficial da Marinha Real Britânica cujo grupo desembarcou de um cruzador que veio investigar o incêndio. Ralph começa a chorar pela morte de Piggy e pelo "fim da inocência". Jack e os outros meninos, imundos e desleixados, também voltam à sua verdadeira idade e começam a chorar. O oficial expressa sua decepção ao ver meninos britânicos exibindo um comportamento feroz e bélico antes de se virar para encarar desajeitadamente seu próprio navio de guerra.

## Recepção
O livro, originalmente intitulado Strangers from Within, foi inicialmente rejeitado por editores da Faber and Faber como "lixo e sem graça. Sem sentido". O título foi considerado "muito abstrato e explícito". Após uma revisão adicional, o livro foi finalmente publicado como O Senhor das Moscas.
Em fevereiro de 1960, Floyd C. Gale, da revista Galaxy Science Fiction, classificou O Senhor das Moscas com cinco estrelas, afirmando que "Golding pinta uma imagem verdadeiramente aterradora da decadência de uma sociedade minúscula […] Bem a caminho de se tornar um moderno clássico."
O romance foi geralmente bem recebido. Foi nomeado um dos "100 melhores romances da Modern Library", alcançando o número 41 na lista do editor e 25 na lista do leitor. Em 2003, foi listado no número 70 na pesquisa The Big Read, da BBC, e em 2005 a revista Time o nomeou como um dos 100 melhores romances em inglês do período 1923-2005.